# 에디스 체카렐리
에디스 체카렐리(Edith Ceccarelli, 본명: 에디스 로즈 체카렐리, 본명 영어: Edith Rose Ceccarelli, 1908년 2월 5일 ~ 2024년 2월 22일)는 미국의 슈퍼센티네리언이었다. 116년 17일의 나이로 그녀는 미국에서 가장 나이 많은 사람이자 스페인의 마리아 브라냐스 모레라에 이어 세계에서 두 번째로 나이가 많은 사람이었다.
| 이전 베시 헨드릭스 | 미국최고령자 2023년 1월 3일~2024년 2월 22일 | 이후 엘리자베스 프랜시스 |